# Dampierre-sous-Brou
Dampierre-sous-Brou é uma comuna francesa na região administrativa do Centro, no departamento Eure-et-Loir. Estende-se por uma área de 14,75 km². Em 2010 a comuna tinha 465 habitantes (densidade: 31,5 hab./km²).